# Józef Napoleon Hutten-Czapski
Józef Kazimierz Sulpicjusz Napoleon Hutten-Czapski herbu Leliwa (używał imion Józef Napoleon, ur. 1797 Bydgoszcz, zm. 1852 Smogulec) – powstaniec listopadowy, działacz niepodległościowy i emigracyjny, ojciec Bogdana Czapskiego.

## Życiorys

### Młodość
Urodził się 25 marca 1797 r. w Bydgoszczy. Był synem hrabiego, generała wojsk koronnych Józefa Grzegorza Longina Czapskiego i Kornelii z Plewińskich. Pierwsze nauki pobierał w Bydgoszczy. Następnie uczył się w kolegium pijarów w Warszawie, które ukończył w 1815 r.
Wyznaczony testamentem jedynym spadkobiercą ojca, popadł po jego śmierci (1810) w spór ze stryjem Mikołajem, który zaprzeczał jego przynależności do rodziny i praw do dziedzictwa. Autorka biogramu w Polskim Słowniku Biograficznym, krewna Maria Czapska, wspomina o pewnych przesłankach jakoby Józef Napoleon Hutten-Czapski był synem z nieprawego łoża, późno uznanym przez ojca. W rezultacie sporu musiał się zadowolić jednym ojcowskim folwarkiem, Orłowem k. Działdowa w Prusach. Władze pruskie nie chciały uznać jego szlachectwa, ani nadać tytułu hrabiowskiego. W tej sytuacji sprzedał folwark i przeniósł się w okolice Bydgoszczy. Ostentacyjnie tytułował się „chłopem” i używał odtąd imienia z bierzmowania, Napoleon.
W latach 1818–1821 słuchał wykładów na uniwersytecie we Wrocławiu i zorganizował tamtejszą bardzo liczną Polonię w korporacji akademickiej „Polonia”, wzorowanej na zabronionych wówczas niemieckich Burschenschaftach, oraz podjął kontakty z liberalną młodzieżą niemiecką i z tajnymi organizacjami antyrosyjskimi w Kongresówce. Działania te odkryła policja i skazała go na dwa miesiące aresztu w twierdzy oraz usunęła z uniwersytetu. Po zwolnieniu, przeniósł się do zaboru rosyjskiego, gdzie zakupił majątek Osówki w woj. mazowieckim. Początkowo władze rosyjskie potwierdziły mu tytuł hrabiowski, ale po otrzymaniu raportu Nikołaja Nowosilcowa, który przedstawił go jako przywódcę internacjonalistycznego rewolucyjnego ruchu młodzieży obejmującego całą Europę oraz jako une des plus mauvaises tētes de l’Université de Breslau (jednego z najgorszych bałamutów na Uniwersytecie Wrocławskim, w. ks. Konstanty rozkazał anulować decyzję.
W następnych latach wiele podróżował. Przez pewien czas przebywał w Bydgoszczy, gdzie był współorganizatorem i jednym z przywódców sprzysiężenia patriotycznego, na którego trop w 1830 r. wpadły władze pruskie. U jednego z bydgoskich spiskowców wykryto spore zapasy broni, przyborów strzeleckich i medykamentów, które Czapski przysyłał z Paryża.

### Powstanie listopadowe
Wybuch powstania listopadowego zastał Czapskiego w Paryżu, gdzie, wierząc w pomoc Francji dla polskich insurgentów, wygłaszał mowy na cześć Polski i braterstwa polsko-francuskiego, m.in. na pogrzebie Benjamina Constanta. Do Polski przedostał się w styczniu 1831 r. na fałszywym paszporcie francuskim. Od kwietnia tego roku służył w pułku kawalerii ochotników poznańskich i walczył w różnych bitwach i potyczkach, m.in. pod Mińskiem, Ostrołęką, Łysobykami, Potyczą i Nieborowem. Odznaczono go Złotym Krzyżem Orderu Virtuti Militari za czyny bojowe w wyprawie do Siedlec. Od maja do sierpnia był adiutantem polowym przy naczelnym wodzu gen. Janie Skrzyneckim. 11 maja 1831 r. awansował na podporucznika, 31 lipca na porucznika.
Walczył w czasie oblężenia Warszawy, dokąd przedostał się wbrew rozkazom (jego pułk nie brał udziału w obronie miasta). Widząc niepowodzenie powstania, wygłaszał agitacyjne mowy, żądając zlinczowania generałów, za co chciano go postawić przed sądem wojskowym. Aresztowany przez gen. Henryka Dembińskiego, został zwolniony przez gen. Jana Krukowieckiego. 24 września 1831 r. uzyskał paszport na podróż w celach naukowych do Francji, Anglii i innych krajów Europy, ale skorzystać z niego już nie mógł.
Po upadku powstania przekroczył granicę z wojskiem powstańczym i pod zmienionym nazwiskiem przedzierał się przez Prusy. Władze pruskie nazywały go Robespierrem powstania i ścigały listem gończym. Rozpoznany i zadenuncjowany w Gdańsku przez oficera pruskiego, dostał się na dwa tygodnie do aresztu

### Na emigracji
14 grudnia 1831 r. wsiadł na statek angielski i w końcu stycznia 1832 r. przybił do wybrzeży Irlandii w Belfaście, krótko potem docierając do Dublina, gdzie przyjęto go owacyjnie. Na wielu zebraniach zwolenników Daniela O’Connella wygłaszał patriotyczne mowy cytowane przez gazety irlandzkie, przez co zwrócił na siebie uwagę policji. Został oskarżony o działalność rewolucyjną i nielegalny pobyt w Wielkiej Brytanii, a następnie obłożony grzywną pieniężną w wysokości £ 60. Większość społeczeństwa irlandzkiego stanęła po jego stronie: urządzono pieniężną zbiórkę uliczną na pokrycie grzywny, załatwiono mu publiczne prelekcje w wielu miastach irlandzkich, które przynosiły niezłe dochody, oraz pozwolenie na pobyt w Anglii, gdzie się przeniósł w kwietniu 1832 roku. Najprawdopodobniej jednak, jak pisały gazety irlandzkie, grzywna została umorzona dzięki interwencji O’Connella. W Anglii przebywał prawie rok. W drodze do Londynu zatrzymał się w Birmingham i uczestniczył w dużym wiecu na rzecz reform ustrojowych. 23 maja znalazł się w składzie delegacji politycznej z Birmingham, przyjętej przez lorda-majora Londynu. Na początku roku 1833 przyjaciele z lóż masońskich uzyskali dla niego paszport francuski na nazwisko Josepha Chapmana.
Lata 1833–1837 były okresem ciągłych podróży agitacyjnych Czapskiego z Paryża do Szwajcarii, gdzie wraz z innymi młodymi rewolucjonistami i karbonariuszami założył 15 kwietnia 1834 związek „Młoda Europa”, obejmujący Młode Włochy, Młode Niemcy i Młodą Polskę. Podróżował również do Włoch, Algierii, Hiszpanii i do Londynu, gdzie przebywał wygnany z Włoch Giuseppe Mazzini. W roku 1841 pojechał z fałszywym paszportem jako Irlandczyk O’Brien do Niemiec (do Monachium, Augsburga i Frankfurtu nad Menem). Wszędzie był entuzjastycznie witany przez kolegów z organizacji Młode Niemcy, którzy umożliwili mu wyjazd do Kongresówki. W roku 1842 został aresztowany w Akwizgranie za posługiwanie się fałszywym paszportem i sądzony w dwóch instancjach. Po zwolnieniu warunkowym na czas uzyskania decyzji z Sądu Najwyższego w Berlinie, udał się do Francji, gdzie pozostał do roku 1847. Tam zajmował się pracami naukowymi i wydawniczymi. Przebywając na wychodźstwie, znany był z ofiarności dla emigrantów.

### Powrót do Polski
Od roku 1844 starał się o pozwolenie osiedlenia się w Prusach. W 1846 r., po uniewinniającym wyroku Sądu Najwyższego w Berlinie, powrócił ok. 1847 do Wielkopolski. Jednak nie brał już udziału w powstaniu wielkopolskim 1848 roku, lecz „zyskiwał względy taktem, wykształceniem i może swą wysoką godnością masońską”. We wrześniu 1852 pojechał jako przedstawiciel lokalnego ziemiaństwa na uroczystość otwarcia linii kolejowej Bydgoszcz–Piła przez króla Fryderyka Wilhelma IV i zaraził się cholerą. Leczony w Smogulcu, zmarł 17 września 1852 r. i tam został pochowany.

## Życie prywatne
Józef Czapski 29 stycznia 1850 r., jako administrator klucza smoguleckiego, poślubił Eleonorę Czarnecką (1815–1875), córkę generała Stanisława Mielżyńskiego, właścicielkę Smogulca i Gołańczy opuszczoną w r. 1846 przez męża Karola Czarneckiego. W roku 1851 urodził się ich syn Bogdan Franciszek Serwacy (1851–1937), późniejszy polityk. Po jego śmierci Eleonora opuściła Smogulec i nigdy tam już nie powróciła.